# Orazio Sapienza
Orazio Sapienza (Catania, 9 luglio 1935 – Catania, 5 maggio 2006) è stato un sindacalista e politico italiano.

## Biografia
Nella CISL dal 1957, ha ricoperto incarichi ad ogni livello dell'organizzazione: Segretario Provinciale e Regionale del settore agricolo (FISBA) nel 1962, nel 1965 entra a far parte della Segreteria della CISL di Catania; nel 1973 Segretario della CISL siciliana; dal 1977 Segretario responsabile dell'Unione Territoriale di Catania. Per molti anni consigliere nazionale e membro dell'Esecutivo nazionale della CISL; ha fatto parte del Direttivo nazionale CGIL-CISL-UIL.
Notevole anche l'esperienza acquisita quale rappresentante della CISL in vari organismi pubblici e privati: Consigliere d'amministrazione dell'ESA (Ente di Sviluppo Agricolo), dell'ESPI (Ente di Promozione Industriale) e del CIAPI (Ente di formazione professionale). Ha rappresentato la CISL italiana nel comitato consultivo per i problemi dell'ortofrutta presso la CEE dal 1970 al 1977. È stato Presidente regionale e provinciale dell'Istituto addestramento lavoratori (IAL) della CISL. Ha ricoperto le cariche di consigliere d'amministrazione del Teatro Stabile di Catania, di membro del Consiglio provinciale scolastico, della Giunta della Camera di Commercio di Catania e del Consiglio generale del Consorzio di sviluppo industriale.
È stato eletto deputato al Parlamento Italiano nelle file della Democrazia Cristiana il 15 giugno 1987, nella Circoscrizione Catania-Messina-Siracusa-Ragusa-Enna con 76.846 voti di preferenza e durante la X Legislatura ha ricoperto il ruolo di Segretario della Commissione Lavoro.
È rieletto deputato, sempre nella DC, dopo le consultazioni del 5-6 aprile 1992, nella stessa circoscrizione, con 29.899 voti di preferenza. Durante la XI Legislatura fu Segretario della Giunta per le Elezioni e Responsabile dell'Ufficio Lavoro della DC. Nel 1990 è stato anche Sindaco di Sant'Agata Li Battiati, paesino dell'area metropolitana di Catania in cui ha sempre risieduto.
Chiusa la parentesi Parlamentare, tornò all'impegno sindacale ricoprendo il ruolo di responsabile dell'Ufficio Rapporti col Parlamento della CISL nazionale e, negli ultimi anni della sua vita, anche quello di membro del Collegio dei Probiviri.